# Tricraterifrontia xanthiata
Tricraterifrontia xanthiata är en fjärilsart som beskrevs av Emilio Berio 1940. Tricraterifrontia xanthiata ingår i släktet Tricraterifrontia och familjen nattflyn. Inga underarter finns listade i Catalogue of Life.